# هيبوكلوريت الليثيوم
تحت كلوريت الليثيوم (أو هيبوكلوريت الليثيوم) مركب كيميائي له الصيغة LiClO، ويكون على شكل بلورات عديمة اللون.

## التحضير
يحضر تحت كلوريت الليثيوم من تفاعل حمض تحت الكلوروز HOCl مع هيدروكسيد الليثيوم.

## الخواص
- ينحل تحت كلوريت الليثيوم في الماء.

## الاستخدامات
- يستخدم كمعقم في المسابح.
- يستخدم ككاشف كيميائي في بعض التفاعلات الكيميائية، مثل تفاعل تشكيل الإيبوكسيد عند الأوليفينات باستخدام حفاز من المنغنيز.[2]

## السلامة
إن جرعة يبلغ مقدارها 500 مغ لكل كغ قد سببت حالات مرضية ووفيات عند الجرذان. وقد ثار الكثير من الجدل حول استخدام المركبات الحاوية على الكلور أصلاً في تعقيم مياه المسابح، إلا أن الدراسات أظهرت عدم وجود أي ازدياد لنسبة الليثيوم في الجسم عند استعمال تحت كلوريت الليثيوم كمعقم. كما أظهرت دراسة أخرى أن تحت كلوريت الليثيوم لا يحرض على تدمير وتخريب سلاسل DNA عند الجرذان.